# Salle Gaston Médecin
La Salle Gaston Médecin (conosciuta anche come Salle Omnisports o Stade Louis II Salle Omnisports Gaston Médecin), è un'arena multifunzionale, situata a Fontvieille, nel Principato di Monaco.
L'arena viene utilizzata per gare di pallacanestro, pallavolo e pallamano, per incontri di judo e scherma oltre alle competizioni di ginnastica e sollevamento pesi. L'impianto fa parte del complesso sportivo Stade Louis II.

## Storia
Nel 1979, il principe Ranieri III decide di far edificare un nuovo complesso sportivo a Fontvieille, così da ammodernare il vecchio Stade Louis II. I lavori iniziano nel 1982 e vengono terminati due anni dopo; il complesso viene inaugurato dal principe stesso il 25 gennaio 1985, alla presenza di Juan Antonio Samaranch, presidente del Comitato Olimpico Internazionale.
L'arena deve il suo nome all'atleta monegasco Gaston Médecin, il quale ha partecipato alle Olimpiadi estive del 1924 e del 1928, gareggiando nel decathlon e nel salto in lungo.
Nel 1992, il Dream Team statunitense ha giocato un'amichevole contro la nazionale francese in vista delle Olimpiadi estive del 1992; grazie alle giocate di Michael Jordan, Magic Johnson e Larry Bird, gli USA vincono la partita per 111-71.
Nel 2021, l'AS Monaco si qualifica per la stagione 2021-22 di EuroLeague, grazie alla vittoria della Eurocup nella stagione precedente. La struttura però inizialmente non rientrava nei parametri della EuroLeague stessa, in quanto l'arena ha meno di 5000 posti a sedere. Il 23 settembre 2021, la EuroLeague Basketball concede alla squadra monegasca l'utilizzo della Salle Gaston Médecin per le gare interne, grazie anche all'ampliamento dei posti a sedere a 4.090. Un ulteriore amplamento all'inizio della stagione successiva alza la capienza totale a 4600.
Successivamente la capienza dell'arena venne ulteriormente aumentata a 5000 posti.